# Chaitophorus tremulae
Chaitophorus tremulae är en insektsart som beskrevs av Koch 1854. Enligt Catalogue of Life ingår Chaitophorus tremulae i släktet Chaitophorus och familjen långrörsbladlöss, men enligt Dyntaxa är tillhörigheten istället släktet Chaitophorus och familjen borstbladlöss. Arten är reproducerande i Sverige.

## Underarter
Arten delas in i följande underarter:
- C. t. shantungensis
- C. t. sorini
- C. t. tremulae